# 募兵制 (宋朝)
募兵制是宋朝创建的一种募兵制度，主要施行於北宋、南宋兩個朝代。士兵由朝廷招募而来，长期服役，军器衣粮均由朝廷供给，由专门将领统御，改变了府兵制下将不专兵，兵不识将的现象。

## 起源
募兵制起源于唐末藩鎮割據形成的五代十國各種兵制的衍伸，导致宋朝一開是設立一連串的文官職務來限制地區軍隊的發展，形成重文輕武、強幹弱枝的國家特色。

### 兩宋選兵
募兵分为兩种，“亢健者”為禁兵、與“短弱者”為厢兵。应募以後，家属可以随营，本人须黵面涅臂为号，中途不得退役，实则终身为兵。凡兵员有空缺時，则有时从子弟中补选。如果逃亡或犯罪，惩罚极重，甚至株连亲属和乡里。每遇凶年饑荒，就大量招募破产农民，又收编“盗贼”为兵，即所谓“除盗恤饥”。或是在兵源缺乏时，也捉民为兵。而罪犯也成为兵士的来源之一。

### 兵種
主要是步军（步兵），其次是马军（骑兵）。弓弩是重要武器，考核兵士较重视其挽弓能力。另外还有水军。南宋水军规模比北宋为大，已常用车轮战船作战。宋朝重视制造武器，兴办若干厂作，能大量生产弓弩，也能成批生产火药兵器。还设置专门管理武器的机构。

### 考試
北宋仁宗、神宗时设立武学（军事学校），实行“武举”、“御试”等制度，培养、选任军将。

### 稱謂
镇守京师称长从宿卫，后改名彍骑。戍边称健儿，又称长从兵或长征健儿。地方称团结兵。

### 书籍
- 施建中，《中国古代史》，北京，北京师范大学出版社，2006年。